# Harry Robinson
Harry Robinson, eigentlich Henry MacLeod Robertson (* 19. November 1932 in Elgin, Moray, Schottland; † 17. Januar 1996 in Wandsworth, London) war ein schottischer Komponist, Arrangeur und Bandleader.

## Leben
Harry Robinsons Profikarriere im Musikbusiness begann 1957. Jack Good engagierte den begabten Arrangeur als Komponisten und Dirigenten für seine Musik-Fernsehshows, zunächst Six Five Special bei der BBC, dann Oh Boy! bei ITV. Hier wurde er auch Bandleader von Lord Rockingham’s XI, der Kapelle, die Stars wie Cliff Richard, Billy Fury oder Marty Wilde in der Livesendung begleitete.
Mit Lord Rockingham’s XI feierte er 1958 einen Nummer-eins-Hit in Großbritannien mit dem von ihm geschriebenen Instrumentalstück Hoots Mon. Die Band ließ er 1962 und 1968 noch zweimal kurzzeitig wieder aufleben. Außerdem arbeitete Robinson Ende der 1950er Jahre für Musiklabel wie EMI oder Decca, arrangierte Songs von Künstlern wie Craig Douglas.
In der ersten Hälfte der 1960er Jahre war er musikalischer Leiter von zwei Musicals im Londoner West End, Fings Ain’t Wot They Used T’be (1960) und Maggie May (1964), beide von Lionel Bart. Daneben machte er Fernsehshows für Judy Garland, Liza Minnelli und die Beatles.
Ab 1966 wandte sich Robinson dem Film zu. Vor allem kennt man ihn für die Musik zu Horrorfilmen wie Gruft der Vampire (The Vampire Lovers, 1970), Nur Vampire küssen blutig (Lust for a Vampire, 1971) oder Draculas Hexenjagd (Twins of Evil, 1971). Später trat er auch als Filmproduzent oder Drehbuchautor in Erscheinung, so bei Gefangene des Universums (Prisoners of the Lost Universe, 1983). Außerdem schrieb und arrangierte er Musik für Werbekampagnen.

## Filmografie (Auswahl)
- 1970: Gruft der Vampire (The Vampire Lovers)